# Bingula
Bingula (cyr. Бингула) – wieś w Serbii, w Wojwodinie, w okręgu sremskim, w gminie Šid. W 2011 roku liczyła 732 mieszkańców.